# Dercitus
Dercitus é um gênero de esponja marinha da família Pachastrellidae.

## Espécies
- Dercitus bucklandi (Bowerbank, 1858)
- Dercitus natalensis (Burton, 1926)